# غوردون بلير (عازف قيثارة)
غوردون بلير (بالإنجليزية: Gordon Blair)‏ هو عازف قيثارة بريطاني، ولد في 1953 في بلفاست في المملكة المتحدة.

## وصلات خارجية
- غوردون بلير على موقع ميوزك برينز (الإنجليزية)